# Antonio Recalcati
Antonio Recalcati (Bresso, 2 maggio 1938 – Milano, 6 dicembre 2022) è stato un pittore e scultore italiano.

## Biografia
Antonio Recalcati ha vissuto e lavorato a Milano, città dove si forma inizialmente e dove esordisce giovanissimo nel 1957 con una mostra personale alla Galleria Totti.
Soggiorna a lungo a Parigi e a New York, le metropoli in cui ha sviluppato uno sguardo attento e doloroso, lucido, sempre indagatore nei confronti della dimensione dell’uomo nella pervasività allegorica del cemento e dell’industria. Perché, secondo l’artista, “La peinture, c’est ce grand regard mental sur la realité”.
All'epoca del miracolo economico italiano Recalcati è un autodidatta che con la geniale sfacciataggine dei vent'anni ha già saputo infrangere il dominio dell’informale per imporsi nel panorama artistico: fin dalle prime prove astratte sembra di intravedere figure scalpitanti, in incubazione, che attendono di uscire, chiedono di essere liberate.
Figure, certo, che assumono di lì a poco il nome di Impronte, quelle lasciate prima dagli indumenti – residui parlanti della storia quotidiana – e poi dal corpo dell’artista sulla tela, in un gesto performativo generoso ed estremo da non destinare ai riti collettivi del mercato. In quegli slip, nelle canottiere e nei pantaloni, nella galleria di quei corpi espressionisticamente contorti riecheggia la solitudine angosciosa di una ricerca dell’uomo sull'uomo: quella di Recalcati è fin dall'inizio una raffinata pittura esistenziale in cui l’esperienza del singolo si dilata, in un travaglio che equivale a una rinascita dove la mano è un cordone ombelicale rinnovato (“La main est le cordon ombilical", dichiara Antonio Recalcati). Nell'affermare l’esistenza del proprio corpo, Recalcati rappresenta la verità corporea di tutti, contemporaneamente o addirittura in anticipo su altre simili prove artistiche, come quelle di Yves Klein che Recalcati non ha mai incontrato.
In questa parziale sovrapposizione tra vita e arte non c’è alcuna volontà estetizzante; l’immolare la propria corporeità per esprimersi ed esprimere è piuttosto un atto sacrificale che cattura con la forza dell’inconscio le rimozioni individuali e collettive nella fagocitante industria moderna. A Recalcati non basta dipingere, sente l’esigenza di ‘narrare dipingendo’ (si pensi ai quadri del 1962 dal titolo Racconto, dove la tela è suddivisa in spazi pittorici che si fanno narrazione). Forse va colto anche in questa tensione l’interesse suscitato in alcuni scrittori del canone novecentesco: Dino Buzzati, Alberto Moravia, Jacques Prévert, Giovanni Testori che ritrae con efficacia Recalcati come un buon angelo demoniaco, un “eversivo per troppa umanità”.
Non a caso nel 1964 Recalcati viene invitato a esporre nella mostra parigina curata da Gassiot-Talabot, Mytologie quotidienne: è il primo di una serie di appuntamenti in cui si vede nascere la Figurazione narrativa che sa essere avanguardistica senza dimenticare il rapporto con il passato, lontano e recente. Ecco allora comparire nei quadri dei primi anni Sessanta, quando la dittatura franchista non ha smesso di violentare la Spagna, il Picasso di Guernica, la grande tela da cui riprendere alcuni frammenti altamente iconici filtrati attraverso il dispositivo della finestra, che separa dalla realtà o mette in comunicazione con essa (Da Picasso, 1963; Toledo, 1963-1964); e in quelli dei primi anni Settanta le architetture di de Chirico, protagonista di un intero ciclo pittorico (La bohème di de Chirico, 1974): la sospensione metafisica si fa teatro in cui inscenare la grottesca bulimia del capitalismo che mostra in modo evidente, a partire dalla crisi petrolifera del 1973, le sue contraddizioni insanabili.
La realtà in Recalcati non è mai semplificata, a una sola dimensione; non rinuncia alle contraddizioni, ovunque obblighi il suo sguardo ad andare. Bastano ad esempio le tele della Biografia immaginaria 1962-1972 esposta ‘in anticipo’ nel 1969 con uno straniante intento provocatorio. Dentro la Parigi degli anni Sessanta, in piena contestazione, al pittore interessano le ambiguità, le ricerca, lontano da qualsiasi volontà celebrativa nella convinzione che l’arte, se vuole essere tale, deve sempre “sollevare il dubbio”. Lo stesso accade a New York, dove Recalcati si trasferisce per la prima volta nel 1965. Una vertigine, quella newyorchese, restituita in tele sezionate, istanti di una vita che corre, tra visioni dello skyline, muri metaforici, finestre allineate come alveari artificiali e successioni di ‘impronte metropolitane’ che, in dialogo con quadri come La folla (1964), ricordano le sequenze futuriste tuttavia ben lontane dall'entusiastica partecipazione alla civiltà della macchina. Il medesimo atteggiamento contraddistingue le tele che nascono dal soggiorno americano del decennio Ottanta. In particolare nelle tele di After Storm (1988), dove il punto di osservazione si concentra verso il basso, l’individuo è identificato con i suoi passi che si susseguono sull'asfalto; vite di cui possiamo immaginare le vicende consumate nella Grande Mela che divora invece di lasciarsi afferrare, sorprese all'improvviso dalle aperture epifaniche del cielo riflesso nelle pozzanghere. Recalcati cattura le rivelazioni terrene. Il limite umano cerca una proiezione nel cosmo, mai in modo trascendentale e assoluto.
Recalcati parte dal sé per essere dentro la sua epoca, anche grazie a cortocircuiti temporali. Nel 1974 si appassiona, fino a farla propria, alla vicenda di Topino Lebrun, il pittore francese ghigliottinato da Napoleone. La decapitazione, ad alto tasso metaforico, dà concretezza visiva al rapporto impari fra le ragioni del potere e quelle di un’arte non asservita; così Recalcati, lontano da ogni idea di engagement, con il pretesto di Lebrun, si autoritrae senza capo nel suo studio, accanto a un cavalletto che si fa ghigliottina e la cui lama, nel 1977, si trasforma nella tavolozza del pittore oramai ridotto a uno scheletro: le ossa dell’avambraccio non abbandonano il pennello in una forma estrema di resistenza. È necessario partire da qui per comprendere i quadri metapittorici che nel biennio 1978-1979 riproducono il lavoro del pittore con un verismo quasi fotografico, in una sfida con la realtà e al contempo con le assenze-resistenze dell’arte. Mani che stringono il pennello, mani che lo spezzano; la pittura è celebrata e negata, accolta e rifiutata, e il pennello si fa testimone da tenere saldo nella corsa della vita, nel Mano a mano con la morte per riprendere il titolo di una tela del 1999.
Per Alberto Moravia, ritratto dall’artista, Recalcati è la perfetta incarnazione di colui che, pur nell'apparente normalità delle vesti, riesce a tradurre misteriosamente i pensieri non in parole bensì in immagini. Ma Recalcati abbandona con consapevolezza i panni del pittore, lasciandoli nell'atelier, mosso dalla volontà di proteggere il suo legame esclusivo con la pittura e la sua arte tutta. Il loro è un dialogo silenzioso e battagliero.
In sessant'anni di attività Recalcati ha saputo cambiare rimanendo fedele a se stesso; seguire il suo percorso significa attraversare le trasformazioni sociali e storiche che dalla fine degli anni Cinquanta conducono al presente, costellato da muri eretti e da distruggere, presenti anche nelle ultime prove in cui si impone il tema della memoria. Queste tele, come le prime, continuano a “bruciare” per ricorrere a Didi-Huberman; si pongono ancora una volta al punto di intersezione tra l’intimo e il politico nell'atto estremo della creazione.
Dalla metà degli anni Settanta si dedica anche alla scenografia teatrale e negli anni Novanta alla lavorazione della terracotta. Tra le numerose esposizioni della sua lunga e costante attività, anche come scultore, si ricordano la retrospettiva del 1976 al Centro Pompidou di Parigi, seguita nel 1987 da un'ampia antologica al Palazzo Reale di Milano. Le mostre più recenti si sono tenute alla galleria parigina Guttklein Fine Art: Antonio Recalcati: Empreintes, Racconti, La Bohème de Chirico (1960-1974), dal 17 maggio al 13 luglio 2018, e Antonio Recalcati: Impara l'arte (Autofizioni 1962-2005), dal 4 aprile al 25 maggio 2019.